# Mitchell Weiser
Mitchell Weiser (Troisdorf, 21 aprile 1994) è un calciatore tedesco, centrocampista del Werder Brema.

## Biografia
È il figlio di Patrick Weiser, a sua volta calciatore.
È di origini algerine da parte del nonno materno.

## Caratteristiche tecniche
Esterno destro, può giocare sia come terzino sia come ala sulla medesima fascia.

## Carriera

### Club
Nell'estate 2012 il Bayern Monaco lo preleva dal Colonia in cambio di 800.000 euro. Il 21 febbraio 2015 realizza il suo primo gol con la maglia del Bayern, nella sfida giocata a Paderborn (0-6), dopo esser subentrato a Rafinha nella ripresa. Il 26 aprile 2015 vince il secondo campionato di fila.

#### Hertha Berlino
Nel giugno 2015, dopo essersi svincolato dal Bayern Monaco, trova un accordo e firma un contratto triennale con l'Hertha Berlino.

### Nazionale
Nel 2017 viene convocato per l'Europeo Under-21 in Polonia, manifestazione in cui segna il suo primo gol, risultato poi decisivo per la conquista del titolo, nella finale contro la Spagna.

## Statistiche

### Presenze e reti nei club
Statistiche aggiornate al 2 aprile 2023.
| Stagione                | Squadra                 | Campionato              | Campionato | Campionato | Coppe nazionali | Coppe nazionali | Coppe nazionali | Coppe continentali | Coppe continentali | Coppe continentali | Altre coppe | Altre coppe | Altre coppe | Totale | Totale |
| Stagione                | Squadra                 | Comp                    | Pres       | Reti       | Comp            | Pres            | Reti            | Comp               | Pres               | Reti               | Comp        | Pres        | Reti        | Pres   | Reti   |
| ----------------------- | ----------------------- | ----------------------- | ---------- | ---------- | --------------- | --------------- | --------------- | ------------------ | ------------------ | ------------------ | ----------- | ----------- | ----------- | ------ | ------ |
| 2011-2012               | Colonia                 | BL                      | 1          | 0          | CG              | 0               | 0               | -                  | -                  | -                  | -           | -           | -           | 1      | 0      |
| 2012-gen. 2013          | Bayern Monaco           | BL                      | 0          | 0          | CG              | 1               | 0               | UCL                | 0                  | 0                  | SG          | -           | -           | 1      | 0      |
| gen.-giu. 2013          | Kaiserslautern          | BL                      | 13+2       | 2+0        | CG              | 0               | 0               | -                  | -                  | -                  | -           | -           | -           | 15     | 2      |
| 2013-2014               | Bayern Monaco           | BL                      | 3          | 0          | CG              | 0               | 0               | UCL                | 1                  | 0                  | SU+CmC      | 0+0         | 0+0         | 4      | 0      |
| 2014-2015               | Bayern Monaco           | BL                      | 13         | 1          | CG              | 1               | 0               | UCL                | 2                  | 0                  | -           | -           | -           | 16     | 1      |
| Totale Bayern Monaco    | Totale Bayern Monaco    | Totale Bayern Monaco    | 16         | 1          |                 | 2               | 0               |                    | 3                  | 0                  |             | 0           | 0           | 21     | 1      |
| 2015-2016               | Hertha Berlino          | BL                      | 29         | 2          | CG              | 4               | 0               | -                  | -                  | -                  | -           | -           | -           | 33     | 2      |
| 2016-2017               | Hertha Berlino          | BL                      | 17         | 2          | CG              | 2               | 2               | UEL                | 2                  | 0                  | -           | -           | -           | 21     | 4      |
| 2017-2018               | Hertha Berlino          | BL                      | 24         | 1          | CG              | 2               | 1               | UEL                | 5                  | 0                  | -           | -           | -           | 31     | 2      |
| Totale Hertha Berlino   | Totale Hertha Berlino   | Totale Hertha Berlino   | 70         | 5          |                 | 8               | 3               |                    | 7                  | 0                  |             | -           | -           | 85     | 8      |
| 2018-2019               | Bayer Leverkusen        | BL                      | 30         | 1          | CG              | 3               | 0               | UEL                | 8                  | 1                  | -           | -           | -           | 41     | 2      |
| 2019-2020               | Bayer Leverkusen        | BL                      | 18         | 1          | CG              | 5               | 0               | UCL+UEL            | 3+2                | 0+0                | -           | -           | -           | 28     | 1      |
| 2020-2021               | Bayer Leverkusen        | BL                      | 5          | 1          | CG              | 0               | 0               | UEL                | 0                  | 0                  | -           | -           | -           | 5      | 1      |
| ago. 2021               | Bayer Leverkusen        | BL                      | 0          | 0          | CG              | 1               | 0               | UEL                | -                  | -                  | -           | -           | -           | 1      | 0      |
| Totale Bayer Leverkusen | Totale Bayer Leverkusen | Totale Bayer Leverkusen | 53         | 3          |                 | 9               | 0               |                    | 13                 | 1                  |             | -           | -           | 75     | 4      |
| 2021-2022               | Werder Brema            | 2BL                     | 24         | 2          | CG              | 0               | 0               | -                  | -                  | -                  | -           | -           | -           | 24     | 2      |
| 2022-2023               | Werder Brema            | BL                      | 30         | 2          | CG              | 2               | 2               | -                  | -                  | -                  | -           | -           | -           | 32     | 4      |
| 2023-2024               | Werder Brema            | BL                      | 16         | 1          | CG              | 1               | 0               | -                  | -                  | -                  | -           | -           | -           | 17     | 1      |
| Totale Werder Brema     | Totale Werder Brema     | Totale Werder Brema     | 70         | 5          |                 | 3               | 2               |                    | -                  | -                  |             | -           | -           | 73     | 7      |
| Totale carriera         | Totale carriera         | Totale carriera         | 225        | 16         |                 | 22              | 5               |                    | 23                 | 1                  |             | 0           | 0           | 270    | 22     |

## Palmarès

### Club

#### Competizioni nazionali
- Campionato tedesco: 2

Bayern Monaco: 2013-2014, 2014-2015
- Coppa di Germania: 1

Bayern Monaco: 2013-2014
- Supercoppa di Germania: 1

Bayern Monaco: 2012

#### Competizioni internazionali
- Coppa del mondo per club: 1

Bayern Monaco: 2013

### Nazionale
- Campionato d'Europa Under-21: 1

Polonia 2017